# Vivisecció

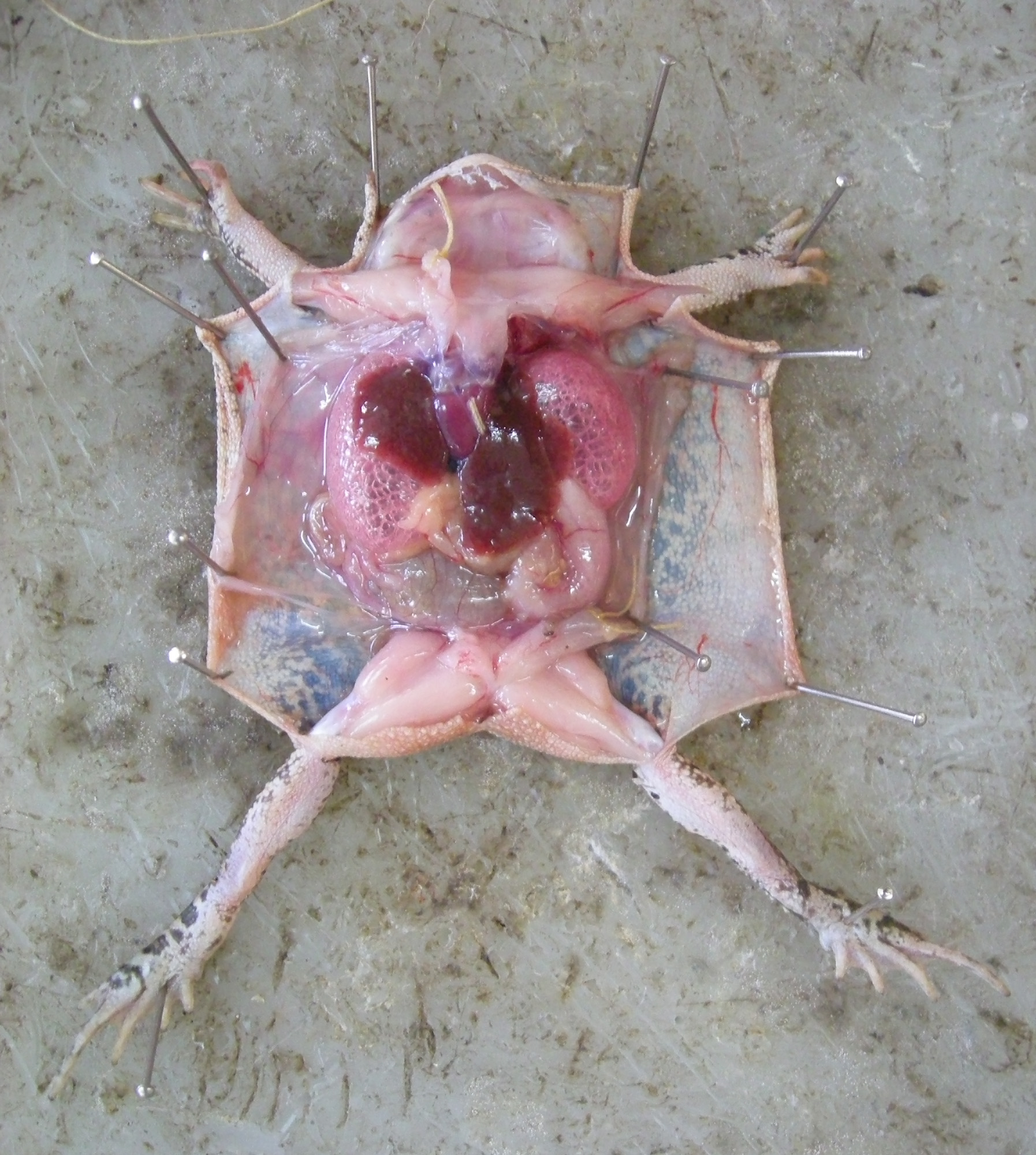
Vivisecció d'una granota

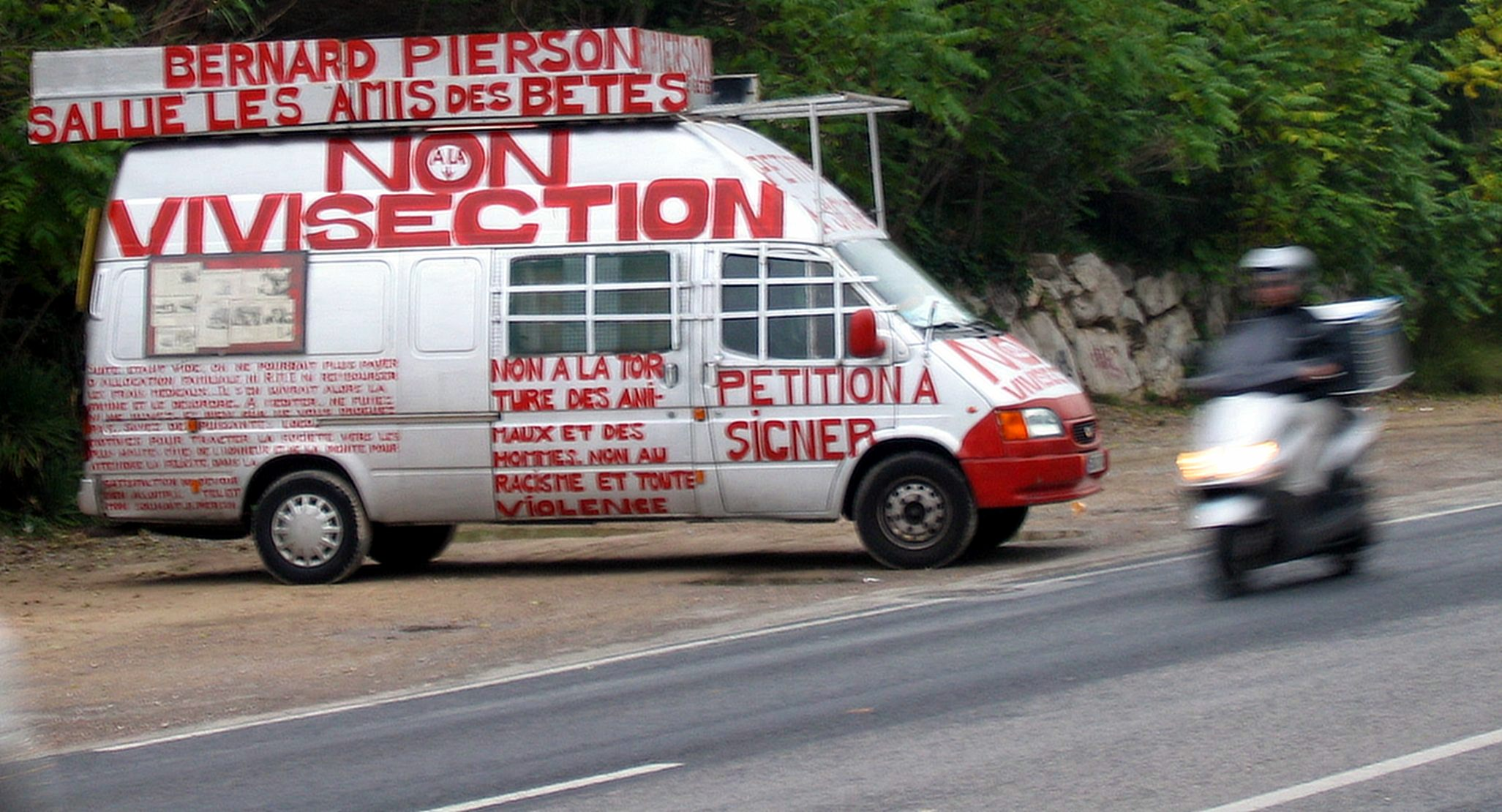
Activista contrari a la vivisecció

La vivisecció (del llatí vivus i sectĭo) i és l'operació o dissecció d'un animal viu per a estudiar el funcionament de l'estructura intern i no per raons de curació. Per extensió de significat, es diu per a qualsevol experimentació ambigú animals vius.
La qüestió és aleshores: «És ètic i en quines condicions l'ús d'animals de laboratoris és ètic?»

## Reglementació
A la Unió Europea vigeix la Directiva 2010/63/UE sobre la protecció dels animals utilitzats per a raons científiques. Tots els experiments amb animals han de ser aprovats prèviament per comitès ètics, que en supervisen els protocols i en determinen la justificació.
Teòricament, la vivisecció es restringeix a l'estudi de malalties o teràpies, la distinció entre objectius científics i comercials roman polèmica. Es van desenvolupar tècniques alternatives de recerca in vitro, que fan supèrflues certs experiments in vivo. La llei prohibeix la vivisecció quan hi ha un altre mètode científicament satisfactori i contrastat que permeti obtenir el resultat perseguit sense utilitzar animals i el preàmbul del Reial Decret «marca com a objectiu últim el total reemplaçament dels animals en els procediments». La reglementació és més severa per al cosmètics per mor de la convicció de molts  europeus que la producció de cosmètics no justifica els assajos amb animals.

## Oposants
Les organitzacions contràries a l'experimentació en animals, com les defensores dels drets dels animals, denuncien que en la recerca cientítifica es fan molts experiments (amb simis, cadells de gossos i altres animals) amb viviseccions innecessàries o inútils. Al llarg de la història també éssers humans han estat sotmesos a vivisecció, com és el cas dels presoners de guerra sotmesos a tal procés i sense anestèsia per la Unitat 731 de l'exèrcit imperial japonès.